# MG 18 TuF
A Maschinengewehr 18 Tank und Flieger ou MG 18 TuF, é uma metralhadora pesada alemã de duplo propósito que foi projetada para preencher funções antitanque e antiaérea. Desenvolvida no final da Primeira Guerra Mundial, ela disparava o mesmo cartucho perfurante de armadura 13,2×92mmSR ou tankpatrone 18 usado posteriormente pelo fuzil antitanque Tankgewehr M1918.

## História
A gênese da MG 18 esteve intimamente ligada ao aparecimento dos primeiros tanques britânicos e franceses na Frente Ocidental durante 1916-1917. Em outubro de 1917, a Gewehr Prüfungs Kommission (GPK), em nome do Ministério da Guerra, anunciou um concurso de seis empresas para a construção de uma arma automática capaz de disparar a nova munição 13,2×92mmSR projetada pela fábrica de cartuchos Polte em Magdeburg. Os dois finalistas desta competição foram Rheinmetall e Maschinenfabrik Augsburg-Nürnberg (MAN). O projeto da Rheinmetall usava um carregador tambor montado no topo semelhante à Lewis, enquanto o projeto da MAN era uma arma alimentada por fita. Após uma série de testes e modificações, o projeto da MAN foi oficialmente adotado pelo exército alemão em 13 de agosto de 1918. Foi planejado que cerca de 4.000 MG 18 seriam produzidas a partir de janeiro de 1919. No entanto, estima-se que apenas 50 armas foram realmente construídas antes do Armistício de 11 de novembro de 1918 e nenhuma foi usada em combate. Além do fim da guerra, houve outros fatores que limitaram o número de MG 18 produzidas, como falta de capacidade de produção, custo, complexidade, peso e pouca mobilidade. O colapso do Império Alemão e a proibição de concepção e produção de armas imposta pelo Tratado de Versalhes impediram qualquer desenvolvimento da MG 18.

## Descrição
A MG 18 era essencialmente uma metralhadora pesada MG 08 ampliada, sendo a própria MG 08 uma derivada licenciada da Maxim. A MG 18, assim como a Maxim, era uma metralhadora pesada alimentada por fita e resfriada a água que operava com base em recuo curto e trava articulada. Uma vez engatilhada e disparada, a MG 18 continuaria disparando até que o gatilho fosse liberado ou até que toda a munição disponível se esgotasse. Na função antitanque, a arma era alimentada por uma fita de 75 munições, enquanto na função antiaérea era alimentada por um carregador de tambor de 30 munições. Devido ao peso da arma, 133,7 kg, era fornecida uma carruagem de duas rodas e era necessária uma tripulação de 6 homens para fazer a manutenção da arma.
A MG 18 foi projetada para a munição do fuzil antitanque Mauser Tankgewehr M1918. Com seu cano muito mais curto, a velocidade inicial atingia apenas 550 m/s, em comparação com 785 m/s do Mauser 1918; no entanto, isso ainda era suficiente para penetrar 20 mm de placa de blindagem de aço endurecido a 100 m e 15 mm a 300 m.